# لیم بون هنگ
لیم بون هنگ (انگلیسی: Lim Boon Heng؛ زادهٔ ۱۸ نوامبر ۱۹۴۷) سیاستمدار و مدیر ارشد اجرایی اهل سنگاپور است، که هم‌اکنون بعنوان رئیس هیئت مدیره شرکت هلدینگ تماسک فعالیت می‌کند.